# Římskokatolická farnost Hrubý Jeseník
Římskokatolická farnost Hrubý Jeseník (něm. Gross-Jesenik) je církevní správní jednotka sdružující římské katolíky na území obce Hrubý Jeseník a v jejím okolí. Organizačně spadá do mladoboleslavského vikariátu, který je jedním z 10 vikariátů litoměřické diecéze. Centrem farnosti je kostel svatého Václava v Hrubém Jeseníku.

## Historie farnosti
Datum založení středověké farnosti (plebánie) není známo. Tato stará farnost zanikla za husitských válek. Po skončení třicetileté války byla v místě farnost opět obnovena. Matriky pro místo jsou zachovány od roku 1668. Do 31. května 1993 byla farnost součástí nymburského vikariátu. Farní kostel sv. Václava měl původně gotickou podobu, roku 1763. Dnešní podoba kostela pochází z let 1766–1769. Po skončení II. světové války byla farnost většinou spravována z okolních farností. Od 1. 7. 2016 je administrována excurrendo ze Mcel. Od 15. 3. 2023 je administrována excurrendo z Dobrovic.

### Duchovní správcové farnosti a správcové v materiálních záležitostech
Začátek působnosti jmenovaného v duchovní správě farnosti od:
- 1384 Wenceslaus
- Mathias z Radotína
- 1394 Hugo z Budiměřic
- 1407 Joannes z Chlumína
- 1425 Mathias z Jeseníka
- 1668 Blasius Hynek
- 1671 Wenceslaus Adalbertus Rzebacek
- 1674 Benedictus Adalbetus Strážovský
- 1677 Michaël Heis OP, z nymburského kláštera
- 1680 Matheus Josephus Felix OP, z nymburského kláštera
- 1687 Ambrosius Volrab OP, z nymburského kláštera
- 1689 Augustinus Haletz OP, z nymburského kláštera
- 1692 Andreas Bernardus Kouřimský OP, z nymburského kláštera
- 1693 Bernardus Maley OP, z nymburského kláštera
- 1696 Vincenc Mirovský OP, z nymburského kláštera
- 1697 Raimundus Nupke OP, z nymburského kláštera
- 1700 Vincenc Počtecký OP, z nymburského kláštera
- 1714 Raimundus Kajer OP, z nymburského kláštera
- 1725 Norbertus Kohse OP, z nymburského kláštera
- 1727 Adrianus Kramolín OP, z nymburského kláštera
- 1731 Liborius Hoffmann OP, z nymburského kláštera
- 1734 Alphonsus Bičovský OP, z nymburského kláštera
- 1737 Raimundus Scholz OP, z nymburského kláštera
- 1765 Rochus Scholtz OP, z nymburského kláštera
- 1767 Ambrosius Gedliczka OP, z nymburského kláštera
- 1782 Joannes Vittmann
- 1785 Wenc. Swoboda
- 1793 admin. vacat
- 1795 cap. loc. Tobias Majer OFM Con., † 17. 10. 1816
- 1818 cap. loc. Leop. Wolpert, n. 13. 11. 1780 Krems, o. 8. 9. 1805, † 12. 6. 1847
- 1847 cap. loc. Anton. Renner, n. 8. 7. 1813 Hradištiens. O. 3. 8. 1837, † 23. 3. 1876
- 1848 cap. loc. Jan Křtitel Drbohlav, n. 28. 3. 1811 Rovensko p. Tr., o. 4. 8. 1834, † 24. 6. 1877 Litoměřice
- 1850 proto-par. (prvo-farář) Jan Křtitel Drbohlav, n. 28. 3. 1811 Rovensko p. Tr., o. 4. 8. 1834, † 24. 6. 1877 Litoměřice
- 1864 chybí katalog
- 1865 Joann. Nosek, n. 22. 2. 1804 Vysoké n. J., o. 3. 9. 1828, † 29. 5. 1874
- 1875 par. vacat, admin. int. Franc. Musil
- 1876 Wenc. Knížek, n. 2. 11. 1823 Nymburk, o. 4. 7. 1848, † 3. 8. 1895
- 1881 par. vacat, admin. int Josef Bartoníček
- 1882 Franc. Rakouš, n. 6. 9. 1817 Bukovina, o. 27. 7. 1845, † 15. 2. 1890
- 1890 Anton. Náhlovský, n. 30. 12. 1843 Rovensko, o. 23. 7. 1870, † 21. 3. 1900
- 1896 Franc. Vejžvalda, n. 9. 10. 1848 Deštná, o. 14. 7. 1877, † 28. 6. 1922
- 1920 par. vacat admin. interc. Anton. Holata
- 1921 Josef Vítek, n. 23. 12. 1870 Boseň, o. 5. 7. 1896
- 1924 Joann. Čumpl, n. 20. 1. 1871 Magno- Losenice, o. 7. 7. 1895
- 1931 par. vacat admin. interc. Joan.Černovický
- 1936 par. vacat admin. interc. Augustin Rokyta
- 1. 1. 1938 Augustin Rokyta n. 17. 11. 1904 Mělník, o. 29. 6. 1930, † 20. 3. 1966
- 1. 5. 1966 Antonín Švercl
- 1. 8. 1969 Jindřich Krtil
- 1. 8. 1970 Josef Zlámal, O.Melit.
- 1. 1. 1994 Petr Kubíček
- 15.11. 1996 František Segeťa
- 1. 10. 2005 – 1. 7. 2016 Milan Matfiak, admin. exc. z Rožďalovic; od 13. 11. 2007 admin. exc. in spiritualibus z Rožďalovic; od r. 2008 ze Mcel
  - 13. 11. 2007 – 30. 6. 2018 trvalý jáhen Jaroslav Pekárek, admin. exc. in materialibus
- 1. 7. 2016 Lukáš Hrabánek, admin. exc. in spiritualibus ze Mcel;[4] od 1. 7. 2018 admin. exc. ze Mcel
- 15. 3. 2023 František Janíček, admin. exc. z Dobrovic[5]

Kromě kněží stojících v čele farnosti, působili ve farnosti v průběhu její historie i jiní kněží. Většinou pracovali jako farní vikáři, kaplani, katecheté, výpomocní duchovní aj.

## Území farnosti
Do farnosti náleží území obce:
- Hrubý Jeseník (Groß Jesenik, Großendorf)[p 2]
- Jíkev (Jikew)[p 2]
- Nový Dvůr (Neuhof)[p 2]
- Oskořínek (Woskořinek)[p 2]

## Římskokatolické sakrální stavby a místa kultu na území farnosti
| | Fotografie | Stavba                                                                      | Místo         | Bohoslužby                      | Zeměpisné souřadnice                                              | Status                  | Číslo kulturní památky                       |
| Kostel | Kostel     | Kostel                                                                      | Kostel        | Kostel                          | Kostel                                                            | Kostel                  | Kostel                                       |
| --- | ---------- | --------------------------------------------------------------------------- | ------------- | ------------------------------- | ----------------------------------------------------------------- | ----------------------- | -------------------------------------------- |
| 1. |            | Kostel sv. Václava                                                          | Hrubý Jeseník | bližší informace o bohoslužbách | jih obce 50°14′46″ s. š., 15°5′49″ v. d.                          | farní kostel            | 32112/2-1819 (Pk•MIS•Sez•Obr•WD) (Q24576353) |
| Kaple, sochy a kříže |            |                                                                             |               |                                 |                                                                   |                         |                                              |
| 2. |            | Sochy sv. Mikuláše Tolentinského a Panny Marie Immaculaty, výklenková kaple | Hrubý Jeseník | bohoslužby příležitostně        | severozápadní okraj obce 50°15′7″ s. š., 15°5′10″ v. d.           | sochy, výklenková kaple | 13826/2-1820 (Pk•MIS•Sez•Obr•WD) (Q37294849) |
| 3. |            | Venkovní kříž                                                               | Nový Dvůr     | bohoslužby příležitostně        | uprostřed obce 50°13′57″ s. š., 15°6′39″ v. d.                    | obecní krucifix         | —                                            |
| Hřbitovy |            |                                                                             |               |                                 |                                                                   |                         |                                              |
| 4. |            | Hřbitov                                                                     | Hrubý Jeseník | bohoslužby příležitostně        | hřbitov kolem kostela sv. Václava 50°14′46″ s. š., 15°5′48″ v. d. | farní hřbitov           | —                                            |
| Některé drobné sakrální stavby a pamětihodnosti lze dohledat zde v databázi Drobné sakrální památky Zaniklé sakrální stavby lze dohledat zde v databázi Poškozené a zničené kostely, kaple a synagogy v České republice |            |                                                                             |               |                                 |                                                                   |                         |                                              |

Ve farnosti se mohou nacházet i další drobné sakrální stavby, místa římskokatolického kultu a pamětihodnosti, které neobsahuje tato tabulka.